# Ken Miles
Ken Miles,  född 1 november 1918 i Sutton Coldfield i England, död 17 augusti 1966 i Riverside i Kalifornien, var en engelsk racerförare, mest känd för sina framgångar i USA.
Ken Miles deltog i andra världskriget som medlem i en stridsvagnsbesättning. Efter kriget började han köra racing i mindre tävlingar. I början av 1950-talet flyttade han till USA, där han deltog i SCCA-tävlingar på västkusten. Miles var lika skicklig mekaniker som förare och byggde eller modifierade sina egna bilar.
Miles framgångar uppmärksammades av Carroll Shelby, som knöt honom till sitt stall Shelby-American. Miles deltog i arbetet med bilar som Shelby Cobra, Shelby Mustang och Ford GT40 och tävlade även med stallets bilar. Hans mest framgångsrika säsong blev 1966, då han vann både 
Sebring 12-timmars och Daytona 24-timmars. Miles var på väg att göra sportvagnsracingens hat trick, när han ledde även Le Mans 24-timmars. Han beordrades av publicitetsskäl att vänta in stallkollegorna Bruce McLaren och Chris Amon på andra plats, för att få till ett bra målfoto med två Ford GT40 sida vid sida. Eftersom McLaren och Amon startat längre bak på griden bedömde arrangören Automobile Club de l'Ouest att de kört en längre sträcka och Miles snuvades på segern.
I augusti samma år förolyckades Miles på Riverside International Raceway, i samband med provkörning av en ny version av GT40:n.